# UK Albums Chart
Рейтинг альбомів Великої Британії (англ. UK Albums Chart) — офіційний чарт альбомів Великої Британії. Рейтинг альбомів Великої Британії складає «Офіційна рейтингова компанія» (The Official Charts Company, ОСС). 75 найкращих публікуються у професійному журналі для музичної індустрії «Music Week», 100 найкращих на вебсайті ОСС, повний список — 200 альбомів, публікує лише «ChartsPlus».
Щоб потрапити до чарту, альбом має відповідати двом критеріям: мати не менше трьох треків, або тривати не менше 20-х хвилин; альбом не має буди бюджетним (тобто, коштувати більше 4,24 фунтів). З 1989 існує спеціальний чарт для компіляційних альбомів (збірників).
Хоч альбоми приносять більший дохід, ніж сингли, «UK Singles Chart» популярніший за «UK Albums Chart». Оскільки продажів у цифровому форматі стало набагато більше, чарт міг втратити свою популярність. Проте, у 2005 їх продаж у Англії сягнув рекордного числа — 126,2 мільйона екземплярів.